# Święte świętych (mormonizm)

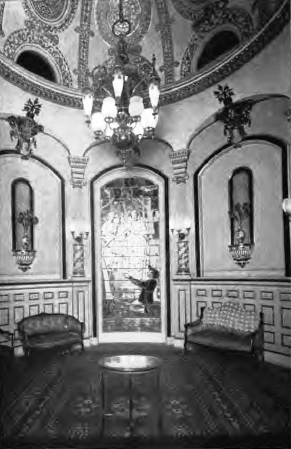
Święte świętych, fotografia z początków XX wieku

Święte świętych – jedno z pomieszczeń świątyni mormońskiej w Salt Lake City. Dostęp doń jest kontrolowany osobiście przez urzędującego prezydenta Kościoła.
Niewielkie i koliste w kształcie. Położone jest w centralnej części świątyni. Uznaje się je za najświętsze miejsce całego kompleksu świątynnego. Przylega ono jednocześnie do jej pokoju celestialnego. Wyposażone w dwie pary drzwi przesuwnych, jedną przy wejściu i drugą oddzieloną od wejścia przez 6 stopni. Ma to nawiązywać do zasłony osłaniającej przybytek w starożytnej świątyni. Misternie zdobione i oświetlone w szczególny sposób, wyłożone jest również drewnem, zwieńczone sufitem kopułowym. W pomieszczeniu znajduje się także znacznych rozmiarów witraż przedstawiający pierwszą wizję, założycielskie wydarzenie w historii ruchu świętych w dniach ostatnich. Stanowi jedyne pomieszczenie tego typu w całym Kościele. W innych mormońskich świątyniach do odprawiania właściwych dlań obrzędów wyznacza się jedno z pomieszczeń, w których odbywają się ceremonie pieczętowania.
Pełni funkcję teologicznego odpowiednika wewnętrznego sanktuarium Świętego Przybytku i Świątyni Jerozolimskiej. Jego istnienie opiera się na mormońskiej interpretacji rozdziałów 25., 26. i 27. Księgi Wyjścia. Zarezerwowane jest do odprawiania wyższych obrzędów kapłaństwa. Ponadto, według wierzeń świętych w dniach ostatnich, prezydent Kościoła nawiązuje w nim bezpośrednią komunikację z Bogiem, szczególnie w sprawach dużej wagi dotyczących całej wspólnoty.